# حكاية جواز (فلم)
حكاية جواز هو فيلم مصري عرض عام 1964، بطولة سعاد حسني وشكري سرحان وحسن يوسف وآمال فريد، ومن إخراج حسن الصيفي.

## قصة الفيلم
في ليلة زفاف محمد (شكري سرحان) وعديلة (سعاد حسني)، يصل خطاب لمحمد يفيد بترقيته ونقله للعمل في جبل عتاقة، تعارض أمها عزيزة (ماري منيب) أن تذهب ابنتها معه لمكان عمله فيسافر محمد بمفرده، تتصدى عديله لأمها وتلحق بزوجها، كذلك يتزوج أخوها حسن (حسن يوسف) من حبيبته منى (آمال فريد) رغم اعتراض أمها التي تريد تزويجها من أحد أقاربها، وتتوالى الأحداث ما بين شد وجذب الزوج والزوجة والحماة.

## طاقم التمثيل
- سعاد حسني: (عديلة منصور)
- شكري سرحان: (محمد)
- حسن يوسف: (حسن منصور)
- آمال فريد: (منى)
- ماري منيب: (عزيزة والدة عديلة)
- أمينة رزق: (كريمة والدة محمد)
- حسن فايق: (منصور)
- عزيزة حلمي: (والدة منى)
- سهير زكي: (الراقصة)
- سهام فتحي: (سهام)
- بليغ حبشي: (د. شوقي)
- كوثر شفيق: (كوثر)
- إنجي إسماعيل: (صديقة عديلة)
- جاذبية حجازي: (صديقة عديلة)
- حسن أنيس
- صالح الإسكندراني: (فراش المدرسة)

## فريق العمل
- إخراج: حسن الصيفي
- تأليف: محمد عثمان
- مدير التصوير: وحيد فريد
- مونتاج: حسين أحمد
- موسيقى تصويرية:
- إنتاج: أفلام نجيب خوري
- توزيع: الشركة العامة لتوزيع وعرض الأفلام السينمائية